# Dino (île)
Dino est une île d'Italie en mer Tyrrhénienne, appartenant administrativement à Praia a Mare.

## Géographie
Elle s'étend sur environ 1 km de longueur pour une largeur approximative de 460 m et est célèbre pour ses cavités.

## Histoire
Avant le Siège de Maratea par le général français Jean Maximilien Lamarque, Alessandro Mandarini y fit évacuer une partie de la population de la ville proche de Maratea en 1806.